# Temporada 2001-02 de la NBA Development League
La Temporada 2001-02 de la NBA Development League fue la primera temporada de la NBA D-League, la liga de desarrollo de la NBA. Tomaron parte 8 equipos encuadrados en un único grupo, disputando una fase regular de 56 partidos cada uno. Los primeros campeones fueron los Greenville Groove, que derrotaron en las Finales a los North Charleston Lowgators.

## Equipos participantes
- Asheville Altitude
- Columbus Riverdragons
- Fayetteville Patriots
- Greenville Groove
- Huntsville Flight
- Mobile Revelers
- North Charleston Lowgators
- Roanoke Dazzle

## Temporada regular
| Equipo                     | G  | P  | % Vict. | PV |
| -------------------------- | -- | -- | ------- | -- |
| North Charleston Lowgators | 36 | 20 | .640    | -- |
| Greenville Groove          | 36 | 20 | .640    | -- |
| Columbus Riverdragons      | 31 | 25 | .550    | 5  |
| Mobile Revelers            | 30 | 26 | .540    | 6  |
| Huntsville Flight          | 26 | 30 | .460    | 10 |
| Asheville Altitude         | 26 | 30 | .460    | 10 |
| Fayetteville Patriots      | 21 | 35 | .380    | 15 |
| Roanoke Dazzle             | 18 | 38 | .320    | 18 |

## Playoffs
|  | Semifinales (Mejor de 3) | Semifinales (Mejor de 3) | Semifinales (Mejor de 3) |   |   | Final de la NBDL (Mejor de 3) | Final de la NBDL (Mejor de 3) | Final de la NBDL (Mejor de 3) |
|  |                          |                          |                          |   |   |                               |                               |                               |
|  | 2                        | Greenville               | 2                        |   |   |                               |                               |                               |
|  | 3                        | Columbus                 | 1                        |   |   |                               |                               |                               |
|  |                          |                          |                          |   | 2 | Greenville                    | 2                             |                               |
|  |                          | 1                        | North Charleston         | 0 |   |                               |                               |                               |
|  | 1                        | North Charleston         | 2                        |   |   |                               |                               |                               |
|  | 4                        | Mobile                   | 1                        |   |   |                               |                               |                               |

## Premios de la NBDL

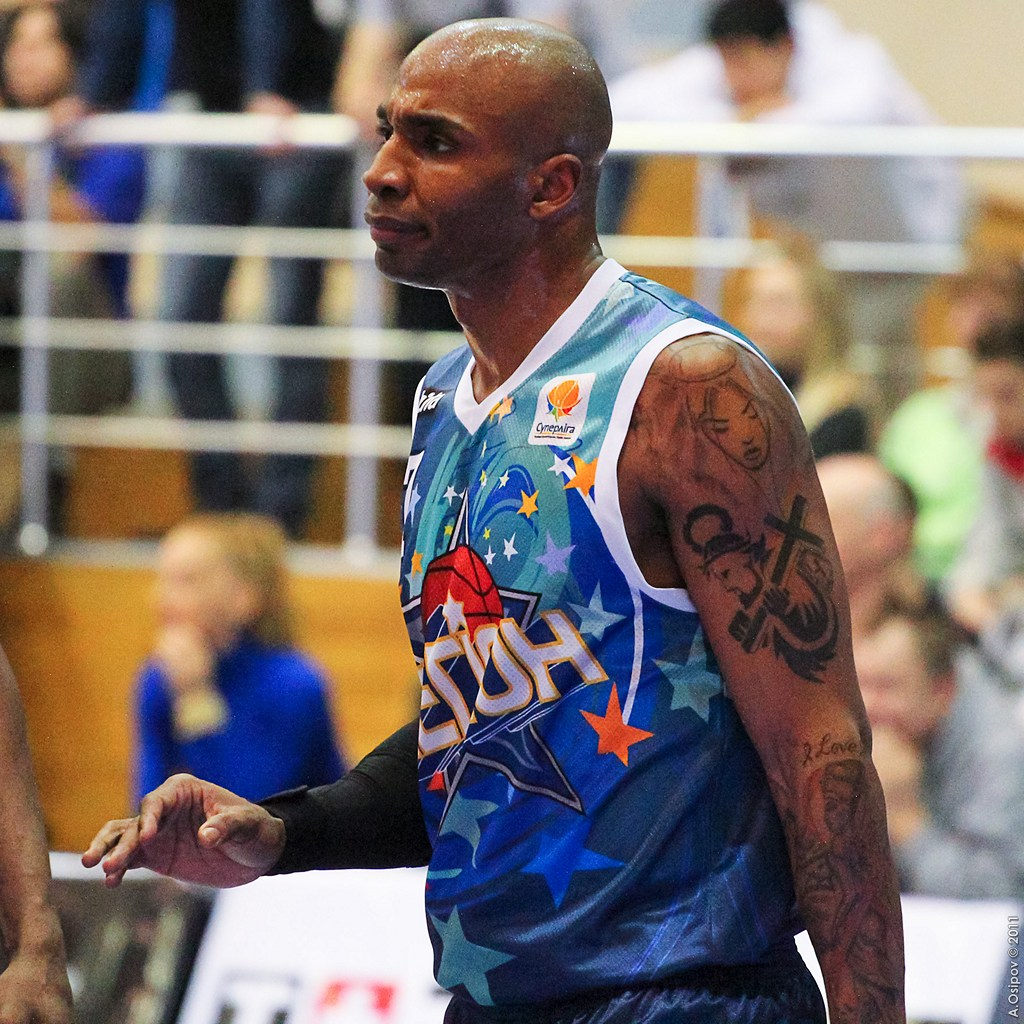
Fred House, rookie del año.

- MVP de la temporada: Ansu Sesay, Greenville Groove
- Rookie del Año: Fred House, North Charleston Lowgators
- Mejor Defensor: Jeff Myers, Greenville Groove
- Mejor quinteto de la temporada
  - Isaac Fontaine, Mobile Revelers
  - Tremaine Fowlkes, Columbus Riverdragons
  - Thomas Hamilton, Roanoke Dazzle/Greenville Groove
  - Ansu Sesay, Greenville Groove
  - Billy Thomas, Greenville Groove
- 2º mejor quinteto de la temporada
  - Omar Cook, Fayetteville Patriots
  - Paul Grant, Asheville Altitude
  - Derek Hood, Mobile Revelers
  - Terrell McIntyre, Fayetteville Patriots
  - Sedric Webber, North Charleston Lowgators

## Llamadas de equipos de la NBA

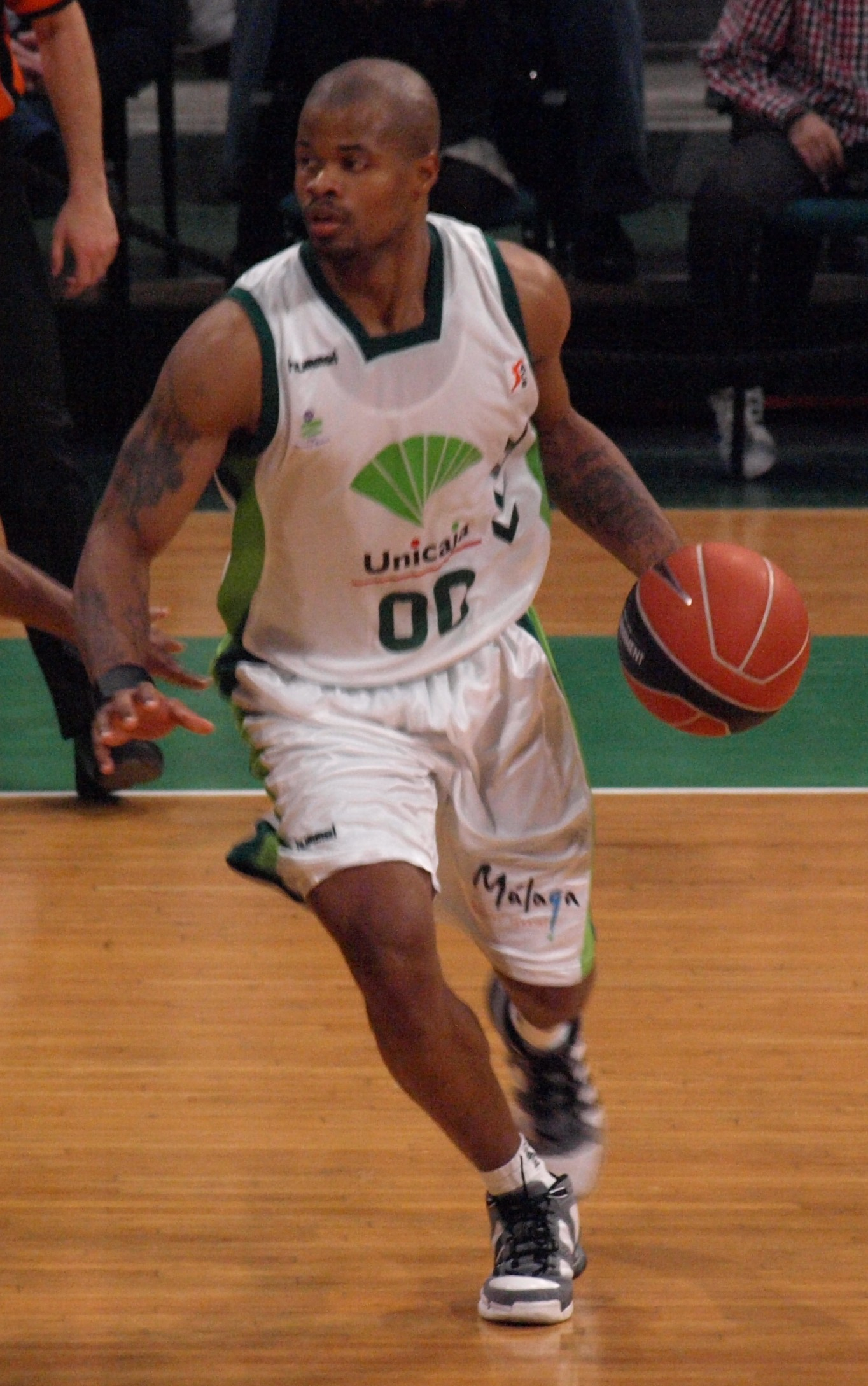
Omar Cook.

Durante la temporada, 8 jugadores fueron requeridos por sus equipos afiliados de la NBA para formar parte de sus plantillas:
| Jugador          | Equipo NBA D-League   | Equipo NBA           |
| ---------------- | --------------------- | -------------------- |
| Chris Andersen   | Fayetteville Patriots | Denver Nuggets       |
| Jason Hart       | Asheville Altitude    | San Antonio Spurs    |
| Anthony Johnson  | Mobile Revelers       | New Jersey Nets      |
| Rusty LaRue      | Asheville Altitude    | Utah Jazz            |
| Tremaine Fowlkes | Columbus Riverdragons | Los Angeles Clippers |
| Isaac Fontaine   | Mobile Revelers       | Memphis Grizzlies    |
| Ansu Sesay       | Greenville Groove     | Seattle Supersonics  |
| Omar Cook        | Fayetteville Patriots | Boston Celtics       |